# Moçárabes
Os moçárabes (em árabe: مستعرب; romaniz.: musta'rib; "arabizado") eram cristãos ibéricos que viviam sob o governo muçulmano no Al-Andalus. Os seus descendentes não se converteram ao islão, mas adotaram elementos da língua e cultura árabe. Eram, principalmente, cristãos de rito moçárabe (também chamado rito visigótico).
Os moçárabes eram descendentes dos antigos cristãos hispano-góticos que se tornaram falantes do árabe durante o domínio muçulmano. Alguns eram cristãos árabes e berberes, juntamente com convertidos muçulmanos ao cristianismo, os quais, na qualidade de falantes do árabe, sentiam-se à vontade entre os moçárabes originais.
Muitos dos cristãos ibéricos que viviam na Espanha muçulmana não descendiam necessariamente de cristãos do Al-Andalus. Aqueles que provinham de outras regiões são chamados neomoçárabes pelo arabista Mikel de Epalza. Poderiam ser europeus do norte como os cristãos da costa mediterrânica da Itália e França, saqalibas das tropas (escravos e mercenários eslavos no mundo medieval árabe e islâmico) que conservavam a sua religião de origem catalã, vítimas de razia muçulmana e ataque de piratas ou bascos; escravos cristãos que mantinham sua religião; comerciantes catalães, genoveses e pisanos. Todos eles foram para a Península Ibérica e adotaram o árabe, entrando assim na comunidade moçárabe.

## Processo da dominação muçulmana

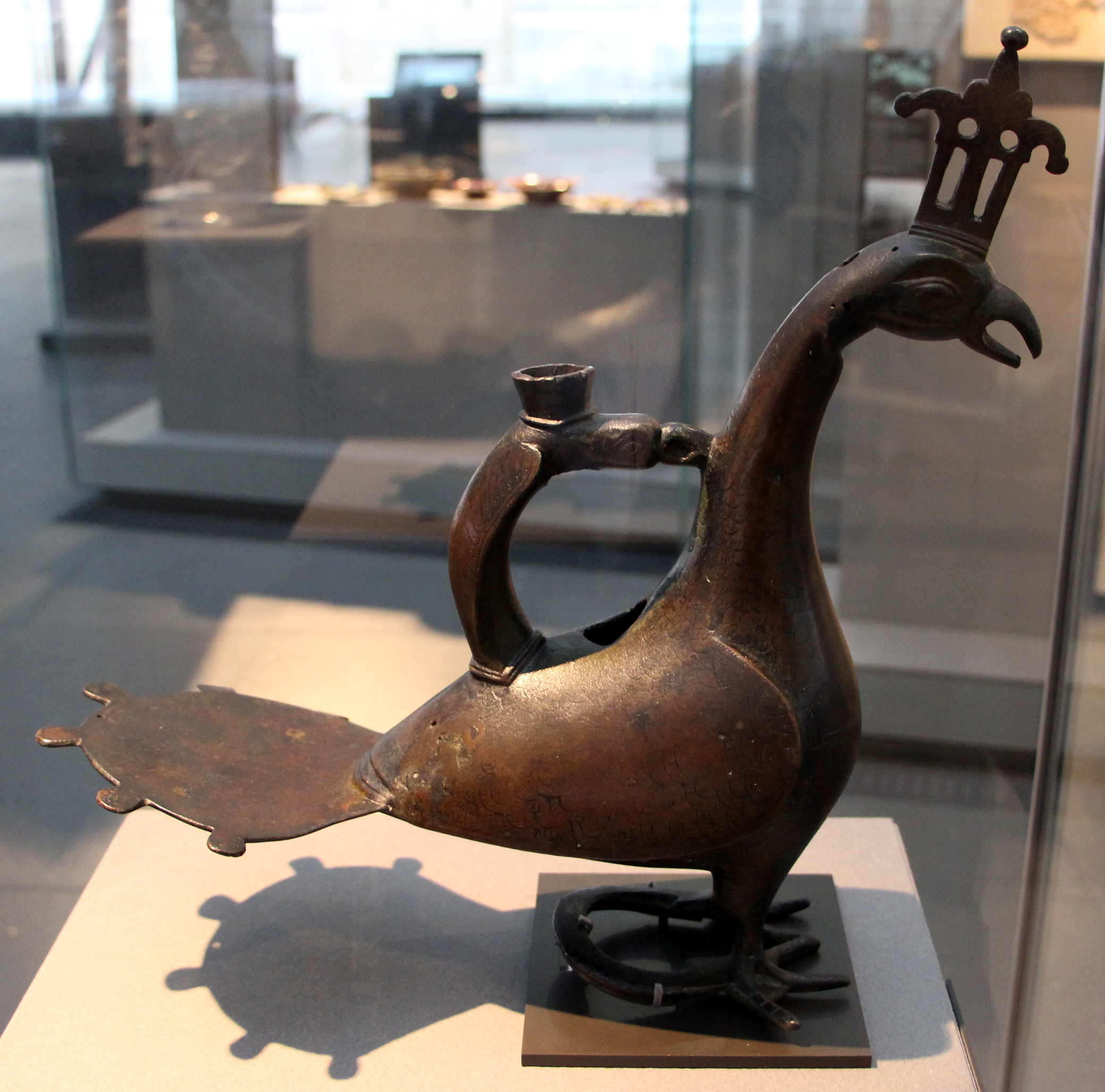
Jarro em forma de ave no Museu do Louvre com uma inscrição bilingue em árabe e latim criptografado, mas que pode ser interpretada como a data de fabricação (ano 972) e o nome do artista, Abd al-Malik al-Nasrani, isto é, "o cristão". Supões-se que terá sido obra de um artesão de bronze moçárabe do Al-Andalus que talvez tenha trabalhado na corte da Medina Alzahira, durante o reinado do califa.

O período de dominação muçulmana na Península Ibérica estendeu-se do século VIII ao século XV. Com a chegada dos muçulmanos à Espanha, o antigo Reino Visigótico dividiu-se em três regiões onde cada uma delas desenvolveu particularidades no decorrer dos séculos. A nordeste ganhou a marca da Espanha e influência da Europa setentrional. A norte estavam os cristãos que fundamentalmente combatiam os infiéis com o objetivo de expansão territorial, política e social com a Reconquista. A sul, as populações autóctones que se islamizaram progressivamente. Assim, pode concluir-se que na Península Ibérica medieval existiam a Espanha cristã e a Espanha muçulmana, esta chamada Al-Andalus pelos árabes.
Entre os séculos VII e IX, os cristãos eram, efetivamente, a maioria na Espanha. Sob a dominação muçulmana eles puderam manter a sua religião, os seus magistrados, as suas igrejas e o seu clero, todavia existia o impedimento estabelecido aos dhimmis (cristãos e judeus) de erigir novos templos, tocar sinos, cultivar novas terras e fazer proselitismo. De todos os modos, os cristãos conseguiram inicialmente preservar boa parte das suas estruturas sociais, políticas e culturais.
A partir do século VIII, iniciou-se o declínio demográfico, social e de importância da comunidade cristã perante a islâmica, devido ao crescimento das conversões ao islamismo, do latim cada vez menos utilizado, das emigrações para o norte da Península de membros mais ativos da comunidade cristã e das destruições de seus centros religiosos e culturais. Ao passo que a cultura cristã empobrecia, ocorria um processo de aculturação, potenciada pela supremacia política dos muçulmanos, explícita, por exemplo, por via da seguinte cunhagem islâmica do século VIII, das moedas de Abderramão I:
| “ | Deus é um, Deus é eterno; não é Pai, nem Filho, nem tem outro semelhante. | ” |

A língua dos governantes, o árabe, foi amplamente adotada e o mesmo aconteceu com a sua cultura. Segundo Adeline Rucquoi, “desde meados do século IX que os cristãos seguiam este exemplo e, arabizados, adotaram a língua e os costumes muçulmanos”. A estes cristãos arabizados deu-se o nome de moçárabes.
O comportamento dos cristãos do Al-Andalus foi variado. Muitos deles converteram-se ao islamismo, tornando-se os muladis, enquanto outros permaneceram cristãos e arabizaram-se, mantiveram a hierarquia e liturgia hispânica, leis e escrita visigóticas. O aculturamento entre os moçárabes identifica-se na adoção de roupas, danças, arquitetura, língua árabe, ou seja, no seu cotidiano no período de dominação islâmica.

## Presença da cultura moçárabe
Os reinos cristãos europeus reconheciam o Al-Andalus como um centro de cultura e sabedoria, de grandeza comparável a Damasco e Bagdade. Os moçárabes migrantes que habitavam os reinos do norte da Península Ibérica eram, em geral, mais cultos que os povos que os recebiam. Mesmo sendo vistos como “cristãos corrompidos”, os seus conhecimentos em economia e agricultura eram considerados úteis. Nos reinos de Leão e de Castela, participaram no poder político religioso, eclesiástico e económico. Em Toledo, tiveram influência na vida mercantil e costumes militares.
Os vestígios religiosos dos moçárabes existem até hoje nos mosteiros fundados e habitados por eles. Tais mosteiros foram erguidos por toda Península Ibérica. Neles, bem como nas capelas e igrejas, é possível encontrar estruturas arquitetónicas, pinturas e gravuras moçárabes, documentos com escrita visigótica.  Nos diferentes códices da Catedral de Leão é possível identificar cantos, vestimentas e escrita hispano-visigoda. Atualmente existem na Catedral de Leão 88 códices valiosos pela sua datação e iluminuras. O códice número 8 contém antífonas com músicas cantadas nas festas do ciclo litúrgico e dos santos, de acordo com o antigo ritual visigodo-moçárabe da igreja espanhola, mantido até a introdução do rito romano.
No vale do Douro, os moçárabes deixaram sua marca nos nomes de povoados, em apelidos de família  e na geografia de cidades e vilas onde foram responsáveis pelo desenvolvimento do comércio e da agricultura. Há registo dessa presença em arquivos da liturgia moçárabe, em hagiografias, lendas e personagens que confirmam a cultura moçárabe na região. Eles deixaram a sua marca nas artes, no comércio e nos objetos da vida cotidiana: roupas, tecidos, cortinas e vasilhames de origem árabe.

## Segregação sob domínio muçulmano
Existe dificuldade em estabelecer a quantidade e a localização das igrejas moçárabes no período islâmico, pois não são as mesmas que foram ocupadas no período cristão. O único espaço de culto moçárabe dentro dos muros das cidades era o a Igreja de Santa Maria de Alfizén, em Toledo, e na área externa os templos de Santa Leocádia, San Feliz, San Sernano, San Pedro e San Esteban.
Essa disposição espacial induz pensar que a comunidade moçárabe vivenciava um tipo de segregação factual, pois era costume dos muçulmanos permitir aos dhimmis a manutenção das suas estruturas políticas e administrativas, religiosas e jurídicas na condição de pagarem o imposto obrigatório chamado jizia. Logo, a transferência do local de culto para fora dos muros da cidade indicaria a pouca importância dessa comunidade. De todos os modos, é precipitado afirmar que as comunidades cristãs somente se localizavam em torno das igrejas citadas, o que consequentemente seria dizer que elas viviam maioritariamente nas áreas rurais.
Foi bastante característico do Al-Andalus, durante toda a sua existência, manter a forte presença dos não muçulmanos, principalmente cristãos, que compunham a maioria da população. Estes eram mantidos sob as condições impostas pelo governo muçulmano. Por exemplo, aos cristãos era permitida a manutenção dos seus próprios bispos, sob a condição de pagarem um imposto especial e não causarem perturbação à ordem estabelecida pelo dar al-Islam. Censos e cadastros eram elaborados com o propósito de facilitar a cobrança de impostos per capita e fundiária. Além disso, o maliquismo, tendência considerada mais conservadora na leitura do Alcorão e da Suna, foi espalhada na Espanha pelos alfaquis, juristas profissionais guardiões da lei e da fé em toda sua ortodoxia. O descontentamento com os alfaquis, a pressão fiscal e a discriminação que os não muçulmanos sofriam foram razões para as muitas rebeliões que existiram.
Apesar de se terem arabizado — adotando práticas como a circuncisão, interdito da carne de porco e até mesmo possuir concubinas — sofreram preconceito, principalmente os mais pobres, por parte dos muçulmanos.

## Reconquista

Califado de Córdova no ano 1000

Com o avanço inicial da Reconquista, a partir do século XI, a cidade de Toledo é anexada e acontece uma profunda transformação na estrutura espacial da cidade. O espaço urbano foi dividido em paróquias. Tal divisão coincide quase sempre com a divisão em bairros, nos quais os habitantes eram atrelados religiosa, jurídica e fisicamente a uma comunidade estabelecida em bases religiosas. As paróquias sobrepuseram-se tanto à lógica urbana muçulmana como à moçárabe, lembrando que eles não possuíam algo semelhante, pois não existia um bairro próprio da população moçárabe.
A comunidade moçárabe, apesar de cristã, foi muitas vezes vista como minoria. A arabização dessas comunidades fez com que, mesmo comungando da mesma fé cristã, elas fossem vistas como um “corpo estranho” pela igreja reformada. Os seus hábitos litúrgicos, muito contagiados pela influência árabe, eram considerados estranhos e uma afronta aos observadores estrangeiros. A extinção do rito hispano-moçárabe provocou o desaparecimento destas comunidades, mas algumas, muito pequenas, conseguiram manter-se sob a autorização e legislação do papa.
De um modo geral, o destino dos grupos religiosos minoritários — principalmente os judeus —  iria piorar depois de o islão ter sido substituído pelo cristianismo.

## Historiografia
Segundo a Dra. Maria Jesús Rubiera, a utilização do termo neomoçárabe enriquece o conceito de cristãos andalusinos, pois trata de modificar a imagem estática e imutável da relação entre o estado islâmico e os cristãos que viviam sob o seu domínio.